# Danny Blind
Dirk Franciscus «Danny» Blind (pronunciación en neerlandés: /dɪrk frɑnˈsɪskəz ˈdɛni blɪnt/; Oost-Souburg, Flesinga, 1 de agosto de 1961) es un exfutbolista y entrenador neerlandés. Jugó como defensa para el Sparta Rotterdam, Ajax de Ámsterdam y su selección nacional.
Actualmente se desempeña como asistente técnico de Louis van Gaal, con Países Bajos. Es padre de Daley Blind, futbolista del Girona FC.

## Trayectoria

### Como jugador

#### Comienzos
Blind debutó en el fútbol profesional el 29 de agosto de 1979 con el Sparta Rotterdam. Permaneció bajo contrato con Sparta durante siete temporadas.

#### Paso al Ajax y consagración

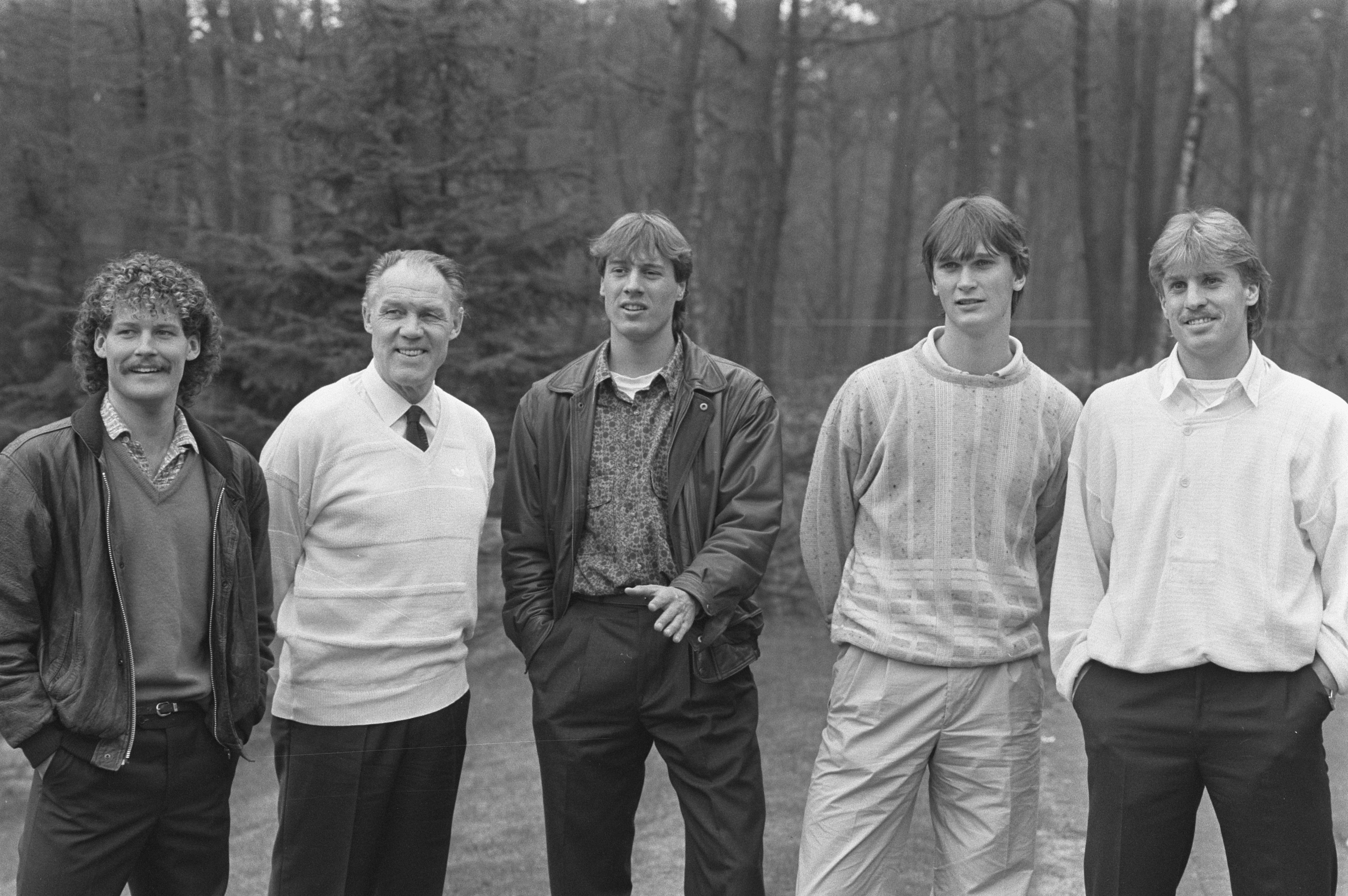
Blind, a la izquierda, junto a otros componentes de la selección nacional: Rinus Michels, John van 't Schip, John Bosman y Wilbert Suvrijn.

Ya en julio de 1986 se trasladó al Ajax, atraído allí por el entrenador Johan Cruyff. La firma de Blind, sin embargo, fue para el disgusto de la superestrella del Ajax, Marco van Basten, quien estaba molesto porque su entrenador había traído a un jugador defensivo relativamente desconocido de un club bastante pequeño como el Sparta, en lugar de gastar mucho dinero en una transferencia de gran nombre.
En el equipo Ajacieden se convirtió en el símbolo del club, en la década de los 80' y 90', Blind acumuló una impresionante lista de trofeos, ganando los tres trofeos europeos (la Recopa de la UEFA en 1987, la Copa de la UEFA en 1992 y la Liga de Campeones de la UEFA en 1995). También aseguró la Copa Intercontinental en 1995 contra el Grêmio de Brasil al anotar el penalti ganador en la tanda de penales.
Blind volvió a ser un héroe del penal cuando convirtió dos veces contra el Real Zaragoza en la final de la Supercopa de la UEFA en 1995, que Ajax ganó 5-1 en las dos etapas. Los dos penaltis que convirtió Blind fueron en los minutos 65' y 69' del partido de vuelta.
A nivel doméstico, con Ajax, ganó cinco Eredivisie, cuatro Copas y tres Supercopas de los Países Bajos. Se retiró el 16 de mayo de 1999.
Es uno de los cinco jugadores que ha ganado todos los títulos internacionales de clubes reconocidos por la FIFA y UEFA, y el único (junto a Arnold Mühren) de su país.
A nivel individual, Blind fue ganador del Zapato de Oro en dos ocasiones consecutivas (1995 y 1996), además formó parte del Equipo del Año de la European Sports Media en 1995 y 1996.
Blind era conocido por ser un defensor sólido y confiable y un líder en el campo. Sin embargo, también era un jugador técnicamente talentoso y culto que podía pasar y golpear bien la pelota para un jugador que no ataca. Aunque es famoso por ser un defensa de ida y vuelta, Blind comenzó su carrera como lateral derecho.

### Como entrenador
Blind fue entrenador del Ajax desde el 14 de marzo de 2005 (nombrado sucesor de Ronald Koeman) hasta el 10 de mayo de 2006, después de solo 422 días a cargo. Condujo al Ajax a la victoria en la Copa y Supercopa de los Países Bajos.
En 2006 es nombrado director deportivo del Sparta Rotterdam, dejando el club en 2008 para ejercer las mismas funciones en el Ajax. Entre 2009 y 2011 pasa a ser técnico adjunto del mismo club, y entre 2012 y 2015, lo hace como asistente en la selección nacional.
El 1 de julio de 2015 es nombrado seleccionador nacional de los Países Bajos, en sustitución de Guus Hiddink. Sin embargo, no pudo clasificarla para la Eurocopa 2016. El 26 de marzo de 2017 fue destituido, tras perder 2 de los 5 primeros partidos de la clasificación para el Mundial 2018.

## Selección nacional
Blind jugó 42 partidos con Países Bajos en un período de diez años, anotando una vez contra Grecia en un partido clasificatorio para la Eurocopa 1992. Hizo su debut en 1986 contra Escocia, pero no fue internacional en 1987 y 1988, una ausencia que significó no ser parte del triunfal equipo de la Eurocopa 1988. Sin embargo, apareció en las Copas Mundiales de 1990 y 1994 y en las Eurocopas de 1992 y 1996, retirándose después de esta última.

### Participaciones en Copas del Mundo
| Mundial                        | Sede           | Resultado        |
| ------------------------------ | -------------- | ---------------- |
| Copa Mundial de Fútbol de 1990 | Italia         | Octavos de final |
| Copa Mundial de Fútbol de 1994 | Estados Unidos | Cuartos de final |

### Participaciones en Eurocopa
| Eurocopa      | Sede       | Resultado        |
| ------------- | ---------- | ---------------- |
| Eurocopa 1992 | Suecia     | Tercer lugar     |
| Eurocopa 1996 | Inglaterra | Cuartos de final |

## Clubes

### Como jugador
| Club                | País         | Año       |
| ------------------- | ------------ | --------- |
| Sparta de Rotterdam | Países Bajos | 1979-1986 |
| Ajax de Ámsterdam   | Países Bajos | 1986-1999 |

### Como entrenador
| Club                          | País         | Año       |
| ----------------------------- | ------------ | --------- |
| Ajax de Ámsterdam             | Países Bajos | 2005-2006 |
| Selección de los Países Bajos | Países Bajos | 2015-2017 |

## Palmarés

### Como jugador

#### Torneos nacionales
| Título                        | Club     | País         | Año  |
| ----------------------------- | -------- | ------------ | ---- |
| Copa de los Países Bajos      | AFC Ajax | Países Bajos | 1987 |
| Copa de los Países Bajos      | AFC Ajax | Países Bajos | 1988 |
| Eredivisie                    | AFC Ajax | Países Bajos | 1990 |
| Copa de los Países Bajos      | AFC Ajax | Países Bajos | 1993 |
| Supercopa de los Países Bajos | AFC Ajax | Países Bajos | 1993 |
| Eredivisie                    | AFC Ajax | Países Bajos | 1994 |
| Supercopa de los Países Bajos | AFC Ajax | Países Bajos | 1994 |
| Eredivisie                    | AFC Ajax | Países Bajos | 1995 |
| Supercopa de los Países Bajos | AFC Ajax | Países Bajos | 1995 |
| Eredivisie                    | AFC Ajax | Países Bajos | 1996 |
| Eredivisie                    | AFC Ajax | Países Bajos | 1998 |
| Copa de los Países Bajos      | AFC Ajax | Países Bajos | 1998 |
| Copa de los Países Bajos      | AFC Ajax | Países Bajos | 1999 |

#### Títulos internacionales
| Título                       | Club     | Sede      | Año  |
| ---------------------------- | -------- | --------- | ---- |
| Recopa de Europa             | AFC Ajax | Atenas    | 1987 |
| Copa UEFA                    | AFC Ajax | Ámsterdam | 1992 |
| Liga de Campeones de la UEFA | AFC Ajax | Viena     | 1995 |
| Copa Intercontinental        | AFC Ajax | Tokio     | 1995 |
| Supercopa de Europa          | AFC Ajax | Ámsterdam | 1995 |

### Como entrenador

#### Torneos nacionales
| Distinción                    | Club     | País         | Año  |
| ----------------------------- | -------- | ------------ | ---- |
| Supercopa de los Países Bajos | AFC Ajax | Países Bajos | 2005 |
| Copa de los Países Bajos      | AFC Ajax | Países Bajos | 2006 |

### Distinciones individuales
| Distinción                                 | Año        |
| ------------------------------------------ | ---------- |
| Zapato de Oro                              | 1995       |
| MVP de la Copa Intercontinental            | 1995       |
| Zapato de Oro                              | 1996       |
| Equipo del Año de la European Sports Media | 1995, 1996 |

## Vida privada
Blind es el padre del futbolista profesional Daley Blind, que actualmente juega en el Girona F.C.